# Jan Peters (Historiker)
Jan Peters (* 11. Juli 1932 in Berlin; † 30. Juni 2011) war ein deutscher Historiker.

## Leben
Peters wurde als Sohn des Physikers Hans-Jürgen Cohn-Peters (1905–1982; kurz Jürgen Peters) und der Sozialfürsorgerin Ruth (geb. Steinitz, 1903–1984), geboren. Sein Vater, Sohn des Königsberger Professors und Astronomen Fritz Cohn, war über seinen späteren Schwager Wolfgang Steinitz 1932 zur Kommunistischen Partei Deutschlands gekommen. Als Kind und Jugendlicher lebte Jan Peters mit seinen Eltern im Exil. Sie emigrierten 1935 in die Sowjetunion. Sein Vater fand bei dessen früherem Berliner Institutsleiter Fritz Lange, der inzwischen ebenfalls emigriert war, Arbeit im Physikalisch-Technischen Institut von Charkow. Im August 1938 ging Jan Peters mit seinen Eltern und seiner Schwester Monica (* 1937) nach Schweden.
Erst im Juni 1948 kehrte Peters nach Deutschland, in die Sowjetische Besatzungszone, zurück. Er besuchte von 1948 bis 1952 die Oberschule in Blankenfelde. Von 1952 bis 1956 studierte er Geschichte an der Humboldt-Universität Berlin. Zwischen 1956 und 1962 war er als Assistent am Historischen Institut der Ernst-Moritz-Arndt-Universität Greifswald tätig. 1961 promovierte er dort zum Dr. phil. Thema seiner Dissertation war die Landarmut in Schwedisch-Pommern, ihre soziale Entwicklung und politische Bedeutung.
Von 1962 bis 1964 war Peters in der schwedischen Redaktion des DDR-Auslandssenders „Radio Berlin International“ und von 1967 bis 1970 als erster Leiter des DDR-Kulturzentrums in Stockholm tätig. Dazwischen arbeitete er von 1964 bis 1966 im „Büro der Arbeitsgemeinschaft der gesellschaftswissenschaftlichen Institute und Einrichtungen der Deutschen Akademie der Wissenschaften“ als Fachreferent für Geschichte.
Von 1970 bis 1991 war Peters wissenschaftlicher Mitarbeiter des von Jürgen Kuczynski gegründeten Instituts für Wirtschaftsgeschichte an der Akademie der Wissenschaften der DDR sowie zeitweise Chefredakteur des Jahrbuchs für Wirtschaftsgeschichte. 1975 habilitierte er sich an der Ernst-Moritz-Arndt-Universität Greifswald über die deutsche antifaschistische Emigration in Schweden („Exilland Schweden“, Dissertation B). Peters, der als Kind und Jugendlicher fast zehn Jahre in der schwedischen Emigration verbracht hatte, fühlte sich diesem Thema verpflichtet. Als Leiter des Kulturzentrums der DDR in Stockholm Ende der sechziger Jahre hatte er darüber hinaus Gelegenheit gehabt, schwedische Zeitzeugen und nicht zurückgekehrte Deutsche zu befragen. Bereits 1974 veröffentlichte er Aufsätze in der Zeitschrift „Beiträge zur Geschichte der Arbeiterbewegung“ über die Unterstützung der deutschen Antifaschisten durch die Schwedische Rote Hilfe und die Landesorganisation der KPD in Schweden.
Ab 1978 war Peters nebenamtlicher Honorarprofessor in Greifswald, ab 1994 Professor am Historischen Institut der Universität Potsdam für „Geschichte der frühen Neuzeit mit dem Schwerpunkt Sozialgeschichte“. Zwischen 1992 und 1996 leitete er die von der Max-Planck-Gesellschaft finanzierte Arbeitsgruppe „Ostelbische Gutsherrschaft“ in Potsdam. 1997 trat Peters in den Ruhestand. Von 1993 bis 2003 war Peters Mitherausgeber der Zeitschrift Historische Anthropologie. Ab 1997 war er Projektleiter, ab 1999 Vorsitzender des Vereins „Ostelbische Gutsherrschaft und Kultur der ländlichen Gesellschaft“.
Von 1987 bis 1990 war Peters Präsidiumsmitglied der Association Internationale des Musées d’Agriculture (AIMA,  Internationale Vereinigung der Landwirtschaftsmuseen). Er war darüber hinaus Vorstandsmitglied der Brandenburgischen Historischen Kommission, Mitglied des Internationalen Beirats von Historisk Tidskrift (Historische Zeitschrift, Stockholm), Beiratsmitglied der Zeitschrift für Agrargeschichte und Agrarsoziologie sowie Mitherausgeber der Reihe Selbstzeugnisse der Neuzeit.

## Forschungsgegenstände
Neben der Beschäftigung mit den deutsch-schwedischen Beziehungen und der schwedischen Geschichte galt sein besonderes Interesse historischen, volkstümlichen Selbstzeugnissen sowie der Sozial- und Mentalitätsgeschichte der Frühen Neuzeit. Ein Hauptaugenmerk lag dabei auf der vergleichenden Betrachtung zur Funktionsweise frühneuzeitlicher Agrargesellschaften.
So gab Peters die Edition eines Söldnertagebuchs (Ein Söldnerleben im Dreißigjährigen Krieg, 1993; Neuauflage als Peter Hagendorf – Tagebuch eines Söldners aus dem Dreißigjährigen Krieg, 2012) sowie Editionen von Bauerntagebüchern (Märkische Bauerntagebücher des 18. und 19. Jahrhunderts, 1989) und Selbstzeugnissen schreibender Bauern (Mit Pflug und Gänsekiel, 2003) heraus.
Nach der Wiedervereinigung 1990 widmete sich Peters im Rahmen der Max-Planck-Arbeitsgruppe „Ostelbische Gutsherrschaft als sozialhistorisches Phänomen“ insbesondere der Erforschung der ostelbischen Agrar- und Sozialgeschichte.

## Ehrungen
- René-Kuczynski-Preis (2008) für sein Buch Märkische Lebenswelten[1]

## Familie
- Vater: Hans-Jürgen Cohn-Peters (1905–1982), Physiker
- Großvater (väterlicherseits): Fritz Cohn (1866–1922), Astronom
- Urgroßvater: Carl Friedrich Wilhelm Peters (1844–1894), Astronom, Schwiegervater von Fritz Cohn
- Onkel: Wolfgang Steinitz (1905–1967), Sprachwissenschaftler, Volkskundler
- Großonkel (mütterlicherseits): Ernst Steinitz (1871–1928), Mathematiker
- Cousin: Klaus Steinitz (* 1932), Wirtschaftswissenschaftler, Sohn von Wolfgang Steinitz

## Schriften (Auswahl)
Als Autor
- Die Landarmut in Schwedisch-Pommern. Zur sozialen Entwicklung und politischen Bedeutung der landarmen und landlosen ländlichen Produzenten in Vorpommern und Rügen 1630–1815. Dissertation, Universität Greifswald, Philosophische Fakultät, 1961.
- Branting und die schwedische Sozialdemokratie. Hjalmar und Georg Branting in der schwedischen Geschichte. Deutscher Verlag der Wissenschaften, Berlin 1975.
- 600 Jahre Blankenfelde, Kreis Zossen. Rat der Gemeinde, Blankenfelde 1975.
- Die alten Schweden. Über Wikingerkrieger, Bauernrebellen und Heldenkönige. Deutscher Verlag der Wissenschaften, Berlin 1981; 2., durchgesehene Auflage 1986.
- Exilland Schweden. Deutsche und schwedische Antifaschisten 1933–1945. Akademie-Verlag, Berlin 1984.
- 600 Jahre Wilsnack. Von den Anfängen bis 1700. Rat der Stadt, Bad Wilsnack 1984.
- Wolfgang Steinitz’ Weg als politischer Wissenschaftler. In: Klaus Steinitz, Wolfgang Kaschuba (Hrsg.): Wolfgang Steinitz. Ich hatte unwahrscheinliches Glück. Ein Leben zwischen Wissenschaft und Politik. Karl Dietz, Berlin 2006, S. 9–62, ISBN 3-320-02905-3.
- Märkische Lebenswelten. Gesellschaftsgeschichte der Herrschaft Plattenburg-Wilsnack, Prignitz 1550–1800. Berliner Wissenschaftsverlag, Berlin 2007.
- Menschen und Möglichkeiten. Ein Historikerleben in der DDR und anderen Traumländern. Steiner, Stuttgart 2011.

Als Herausgeber
- Zweimal Stockholm-Berlin 1946. Briefe nach der Rückkehr: Jürgen Peters und Wolfgang Steinitz. Reclam, Leipzig 1989.
- mit Hartmut Harnisch, Lieselott Enders: Märkische Bauerntagebücher des 18. und 19. Jahrhunderts. Selbstzeugnisse von Milchviehbauern aus Neuholland (= Veröffentlichungen des Staatsarchivs Potsdam. Bd. 23), Böhlau, Weimar 1989.
- Ein Söldnerleben im Dreißigjährigen Krieg. Eine Quelle zur Sozialgeschichte. Akademie-Verlag, Berlin 1993; Neuauflage: Peter Hagendorf – Tagebuch eines Söldners aus dem Dreißigjährigen Krieg (= Herrschaft und Soziale Systeme in der Frühen Neuzeit. Bd. 14). V&R unipress, Göttingen 2012.
- Konflikt und Kontrolle in Gutsherrschaftsgesellschaften. Über Resistenz- und Herrschaftsverhalten in ländlichen Sozialgebilden der frühen Neuzeit. Vandenhoeck und Ruprecht, Göttingen 1995.
- Gutsherrschaft als soziales Modell. Vergleichende Betrachtungen zur Funktionsweise frühneuzeitlicher Agrargesellschaften. Oldenbourg, München 1995.
- Gutsherrschaftsgesellschaften im europäischen Vergleich. Akademie-Verlag, Berlin 1997.
- Mit Pflug und Gänsekiel. Selbstzeugnisse schreibender Bauern. Eine Anthologie (= Selbstzeugnisse der Neuzeit. Bd. 12). Böhlau, Köln/Weimar/Wien 2003.